# Hangraforgó
A Hangraforgó magyar verséneklő együttes, amely 2003 augusztusa óta működik ezen a néven Győrben. 
A formáció neve Radnóti Miklós szóalkotása: „A hangraforgó  zeng a fű között...” – írta Majális című versében. A költő ezzel a különös kifejezéssel illette az egykori lemezjátszót, a gramofont.
A Hangraforgó műsoraiban klasszikus és kortárs magyar költők versei mellett népdalokat, népénekeket és történelmi énekeket is megszólaltat. Számos fesztiválon bemutatkozott, önálló koncerteken, rendhagyó irodalomórákon, ünnepi rendezvényeken képviseli az énekelt költészetet. Tagjai fontosnak tartják a magyar történelem, a magyar költészet hagyományainak ápolását, és versben, dalban való közvetítését minden korosztálynak.

## Az együttes tagjai

### F. Sipos Bea
Pályája a Hangraforgó előtt
- Magyar Dalok Versenye televíziós vetélkedő – Kaláris együttes (1989)
- Fiatal Dalosok Találkozója, Székesfehérvár, Kaláris együttes – I. díj (1989)
- Ez a világ az én világom (1989) – Nagy Attila színművész verslemeze a Kaláris együttessel (LP)
- Kaláka fesztivál – Miskolc város különdíja (2000)
- Szúnyoghegedű (2000) – a Kaláka (együttes) tagjainak közreműködésével (CD, MC)
- Mátészalka város elismerése – Pro Urbe-díj (2014)

Főbb hangszerei: gitárok, hegedű, furulyák, ukulele, domra, lant, ütőhangszerek

### Faggyas László
Pályája a Hangraforgó előtt
- Fiatal Dalosok Találkozója, Székesfehérvár, Technikai Szünet – I. díj (1986, 1987)
- Fehérvári Dalostalálkozó, Székesfehérvár, Viszló Éva és a Transz Formáció – I. díj (1995)
- Fehérvári Dalostalálkozó, Székesfehérvár, Triász – I. díj (1995)
- Ki mit tud? televíziós vetélkedő – Technikai Szünet (1988); Viszló Éva és a Transz Formáció (1996)
- Hat pohár (1999) – Technikai Szünet (CD, MC)
- Ugye, nem igaz? (2003) – Viszló Éva és a Transz Formáció (CD)

Főbb hangszerei: akusztikus és elektromos gitárok, ukulele, mandolin, koboz, oud, ütőhangszerek

## A Hangraforgó együttes tevékenysége
- Gitárklub működtetése Győrben, a Petőfi Sándor Művelődési Házban, 2003-2009-ig
- A Klub tagjaival részvétel a Kisfaludy Napokon, arany minősítés három alkalommal – Nulladik Óra (2003, 2004); Dalébresztő.hu (2005)
- A Klub tagjaival részvétel a József Attila Országos Versmondó Versenyen – az énekelt vers kategória győztese: ForgóSzín Társulat (2007)
- A Kettőspont Versrock Zenekar alapítása és működtetése a magyar költészet jegyében (2009-2010)
- 12 órás maratoni koncert a Költészet Napján, a győri Zichy-palotában (2011. április 11.)
- Hangraforgó Klub működtetése Győrben az Esterházy-palotában, majd a Dr. Kovács Pál Könyvtár és Közösségi Tér klubjában (havi rendszerességgel, meghívott vendégekkel, 2013-2020-ig)
- Hangraforgó Klub kicsiknek működtetése a Családsegítő Szolgálat Sziget-Kék klubjában, 2014-2020-ig
- Verskoncertek, rendhagyó irodalomórák, óvodai zenei nevelést szolgáló előadások
- Városi, megyei ünnepségeken való zenés közreműködés
- Tájoltatási programban való részvétel – a megye számos településén zenés előadások tartása a Kisalföldi Könyvtárellátási Szolgáltató Rendszer szervezésében, valamint a Nemzeti Kulturális Alap támogatói pályázatainak (2014, 2017, 2018, 2021), illetve az 1956-os Emlékbizottság „Sinkovits Imre” támogatói pályázatának elnyerésével (2016)
- Kéthónapos koncertkörút Ausztrália magyar közösségeiben, az óvodástól a nyugdíjas korosztályig (Sydney, Brisbane, Gold Coast, Perth és Melbourne, 2017)

### Helyi vonatkozású irodalmi, zenei munkák
- Győr Város Himnuszának hangszerelése, stúdiómunkálatai. A dal élő előadása a zalaegerszegi Itthoni Dal Fesztiválon, ahol Pusztai Zoltán győri költő verse a legjobb dalszövegért járó díjat kapta (2007)
- Sulyok Vince verslemez hangfelvételei (2011)
- Lanczendorfer Zsuzsanna Dalmadarak című lemezének hangfelvételei (2014)
- Közös koncertanyag Lanczendorfer Zsuzsannával („Dalmadarak” CD-bemutató)
- Győri kötődésű költők verseinek megzenésítése (többek között Kormos István, Sulyok Vince, Zúgó Róbert, Pátkai Tivadar, Pusztai Zoltán, Gülch Csaba, Keszei L. András, Csáky Anna)

### Egyéb alkotói, szervezői munkák
- InternetVers Fesztiválok szervezése (Győr, 2008 * Győr, 2009 * Mátészalka, 2010 * Paks, 2011 * Budapest, 2012 * Gyomaendrőd, 2013 * Győr, 2014)
- Filmzenék Tóth Péter filmjeiben (2014) – A Balaton-felvidék egyedi tájértékei; Hidak, Vízimalmok
- Alkotótáborok szervezése – Nagy László Alkotótábor (Kisgyőr, 2015); Buda Ferenc Alkotótábor (Gerjen, 2016)
- A titokzatos aranyhegedű című mesejáték rendezése, színre állítása (Gerjen, 2022)

## Hangzó anyagok

### Önálló hangzó anyagok
- Szárnyaim nőnének (2006) – Fecske Csaba énekelt versei (CD)
- Képes Géza énekelt versei (2009) (CD)
- Atlantisz harangoz (2010) – Reményik Sándor énekelt versei (CD)
- Jó volna szólni szebben (2011) – Ratkó József énekelt versei (CD)
- Nekünk nem szabad feledNI (2012) – 1956 énekelt versei (CD)
- A világnak nekivágok (2013) – Weöres Sándor énekelt versei (CD)
- Végire jár az esztendő (2013) – Téli énekek kicsiknek és NAGYOKNAK (CD)
- Oly korban éltem (2014) – Radnóti Miklós énekelt versei (CD)
- Hangraforgó az óvodában (2016) – élő CD-felvétel a „Kiskert” és „Névsoroló” című műsorokból
- Hangraforgó Best of (2017) – válogatás a Hangraforgó legszebb, legjobb dalaiból (CD)
- Hangraforgó az óvodában (2017) – élő CD-felvétel a „Szüret” és „Mesterségek” című műsorokból
- Hangraforgó az óvodában (2019) – élő CD-felvétel a „Párosító” és „Katonás” énekek című műsorokból
- Dalok tüzes szekerén (2019) – Ady Endre énekelt versei (CD)
- Föl a zászlóval magasra (2021) – 1848-49 énekelt versei (CD)

### Közreműködői albumok
- Úti áldás (2003) – Dinnyés József dalai (CD)
- Közjáték vagyunk (2009) – Oláh András (író) versei, énekelt versei (Hangoskönyv)
- A remeték fohásza (2020) – Énekelt versek pálosokról, pálosoktól (Hangoskönyv)
- Zengő Petőfi (2023) – Énekeltvers fesztivál (Hangoskönyv)

## Kitüntetések, zenei díjak, elismerések
- Győr Közművelődéséért Díj (2024)
- Győr-Moson-Sopron Megye Művészetéért Kormos István-Díj (2016)
- Magyarországi Evangélikus Egyház dalpályázata – I. díj (2006)
- Baka István Versmondó Verseny (énekelt vers kategória) – I. díj (2015)
- Az Európai Protestáns Egyházak Közössége (GEKE) által kiírt, „A reformáció 500. évfordulójára készülve” című dalpályázat – I. díj (2015)
- Énekelt Versek XXI. Zentai Fesztiválja – I. díj (2016)